# نستور وننن
نستور وننن (فنلاندی: Nestor Väänänen; ۱ ژوئیهٔ ۱۸۷۷ – ۱۳ آوریل ۱۹۳۰) سیاستمدار اهل فنلاند بود.